# Састанак у Тоарију
Састанак у Тоарију је тајно саветовање одржано септембра 1926. током заседања Друштва народа између немачког министра иностраних послова Густава Штреземана и министра иностраних послова Француске Аристида Бријана. Многи су овај састанак схватили као круну пацифистичких постигнућа у духу Друштва народа. Овај састанак заправо је био извиђање са обе стране како би се размотриле могућности за зближење између Француске и Немачке. 
У послератном периоду осим службених односа и дипломатских веза између немачког и француског министарства иностраних послова одржавани су и неслужбени односи преко најразноврснијих тајних агената. Један од таквих посредника био је и професор Хагенен који је живео у Швајцарској а који је раније био предавач француског језика на Берлинском универзитету. После рата њему је стављена у дужност мисија да одржава везу између немачке и француске тешке индустрије. Када је овај агент поднео оставку замена му је био професор Енар. Он је и организовао састанак између Бријана и Штреземана у месташцу Тоари недалеко од француско-швајцарске границе. 
Положај Француске у том тренутку био је доста деликатан услед сталног опадања франка. 
Бријан се надао да ће помоћу финансијске нагодне са Штреземаном постићи стабилизацију франка. Могуће је и да је Комитет де форж гурао Бријана на споразум са Немачком јер је био заинтересован за што брже стварање европског картела челика.
Како казује Штреземан у својим забелешкама професор Енар који је њему дошао ради претходних преговора отворено му је поставио питање је ли Немачка спремна да помогне Француској у решавању њених економских тешкоћа. 

## Разговори
За време састанка у Тоарију Бријан је почео изјавом да су покушаји делимичног сређивања француско-немачких односа бескорисни: они крију у себи нове опасности. Неопходно је кардинално решење свих питања која се тичу Француске и Немачке. Бријан је саопштио да је спреман да претресе услове за предају Немачкој не само Сарске него и Рајнске области. Француског министра иностраних послова интересовало је може ли Немачка са своје стране да изађе у сусрет Француској у низу економских и финансијских питања. 
Штреземан је одговорио да је споразум могућ само у случају ако се евакуација Рајнске областу буде извршила не делимично него већ у целости и то што је могуће брже. Он је предложио да окупационе трупе евакуишу Рајнску област до 30. септембра 1927. године. Бријан се принципијално са тим сагласио. 
Штреземан: „Дакле ја могу константовати да се не ради о скраћивању рока евакуације већ о моменталној евакуацији читаве области.“
Бријан: „То се разуме само по себи. Све мора бити доведено у ред што је пре могуће.“
Штреземан: „Што се тиче Сарске област Версајски уговор је предвидео откуп Сарских рудника.“ 
У погледу Сарских рудника после извесне дискусије дошло се до споразума. Откупна сума утврђена је на 300 милиона златних марака. Штреземан је предложио да се питања у вези са емисијом железничких облигација ради плаћања немачког дуга препусте на разматрање експертима. Са своје стране Бријан је обећао да ће дати инструкције француском представнику на Конференцији амбасадора у погледу проучавања питања о могућности напуштања војне контроле од стране савезника. Бријан се жалио да има проблеме са војним круговима који му указују на могућност сукоба са Немцима. Он се том приликом распитивао о организацији Челични шлемови. Том приликом изјавио је:
Сметње се јављају од стране француског министарства војске. Оно ми је поднело читав досије са актима поводом сукоба са Немцима. Моји војни кругови пребацују ми да ја на немачку гледан очима политичара и да стога не знам шта се тамо одиграва.
Штреземан је одговорио да организација Челични шлемови пре представља опасност по немачки унутрашњи поредак него што представља војну опасност за другу земљу. 
Бријан: „Разуме се, ја томе не придајем никакав особит значај али ме спасите ситуације да ми моји војни кругови вечито долазе са таквим питањима.“
Затим је Штреземан поставио питање о Ојпену и Мелмедију, двема покрајинама које су Версајским мировним уговором припале Белгији. Том приликом он је Бријану предао извештај о преговорима о том питању са Вандервелдом као и са представником Белгије у Репарационој комисији, Делакроом. Штреземан је запитао Бријана какав став заузима француска влада према тим преговорима. 
Бријан: „Како су нам Белгијанци говорили, они службено нису водили преговоре и нису озбиљно претресали питање враћања Ојпена и Малмедија. Све то не долази нинајмање у згодан час.“
На крају разговора Штреземан је истакао да не жели да стабилизација франка учврсти и Поенкареову владу. Бријан је одговорио да по његовом мишљењу Поенкареова влада представља привремено решење. Том приликом он је дао карактерну оцену Поенкареа. По његовим речима Поенкаре као да није живео међу људима. Код њега се све прелама кроз призму правних формула и политичких аката. Он памти сваку тачку и став својих нота али не познаје осећање француског народа и не схвата потребе времена. 
Дипломате су расправљале и о будућем заједничком раду у Друштву народа, о стању у енглеским колонијама и о руском питању. Неколико дана после састанка у Тоарију Бријан је отпутовао у Париз. У штампи се појавило француско саопштење да је:„Министарски савет одобрио извештај министра иностраних послова о ставу француске делегације у Женеви и о његовом састанку са Штреземаном у Тоарију“.

## Последице Тоарија
Тачна садржина преговора министара у Тоарију није била објављена. Ипак је сва штампа оцењивалатај састанак као догађај који значи крупну промену у расподели међународних снага у Европи. 
Полузванични орган француског Министарства иностраних послова Temps плашећи се претераног политичког одјека састанка у Тоарију изјављивао је да тамо нису истакнути никакви конкретни предлози ни са једне стране. У   Temps-у од  19. септембра 1926. стајало је:
Говорити да је Бријан дао сагласност на евакуацију Рајнске и Сарске области или тврдити да је било предложено да се Француској пружи новчана помоћ ради санирања њених финансија путем продаје извесног дела немачкх железничких облигација значи на водити рачуна о реалним могућностима датог момента и ићи испред догађаја.
Лист је подвлачио да даљи развитак француско-немачких односа зависи од тога хоће ли Немци да се покоравају обавезама које на њих стављају Локарнски споразуми и које изискује лојална сарадња у Европи. По угледу на француски министрски савет и немачки кабинет је такође одобрио преговоре у Тоарију. Бријан од стране Француске и Хеш од стране Немачке били су овлашћени да приступе конкретним преговорима. 
Састанак у Тоарију, Хешови преговори са Бријаном и нарочито економско зближење Француске са Немачком изазвали су озбиљну узнемиреност у енглеским владајућим и пословним круговима. С обзиром на то Велика Британија је покушала да преузме иницијативу у погледу економског зближења са Немачком. 
Од 8. до 10. октобра 1926. године на предлог британске дипломатије одржана је у Ромсију конференција британских и немачких индустријалаца. Немачка се радо одазвала позиву Британије. Представници немачке индустрије истакли су: ако немачка металургија ступа у сарадњу са француском онда ће немачка хемијска индустрија ступити у сарадњу са британском.
У Француској се развила читава кампања против политике у Тоарију а нарочито против Бријанових обећања о евакуисању Рајнсе и Сарске области. Штреземана је 1. новембра посетио француски амбасадор и известио га о препрекама насталим у Француској у погледу остварења „тоаријске политике“.  Штреземан је био разочаран и обавестио је амбасадора да је у Тоарију разматран читав комплекс питања и да је за њега то била увертира за велику европску политику. 
Бријан се убрзо одрекао својих изјава датих у Тоарију. Приликом претресања буџета у скупштини 29. новембра 1926. Бријан је изјавио да он и Штреземан у Тоарију нису потписали никакав споразум. На заседању Народне скупштине од 13. јануара 1927. на директно питање постављено о преговорима Бријан је рекао да није дао никаква конкретна обећања. 